# Seward Depot
Le Seward Depot est une ancienne gare ferroviaire située à Seward, en Alaska, aux États-Unis.

## Situation
Le Seward Depot est situé au point le plus méridional de la ville de Seward. Le Hoben Park (en), également listé dans le National Register of Historic Places, est adjacent à la gare. 

## Histoire
La gare a été construite en 1917 sur les actuels Adams Street et Ballaine Boulevard afin de desservir la voie ferrée. Seward Depot était et reste le terminus sud de l'Alaska Railroad,. La ligne Seward appartenait à l'Alaska Central Railroad, l'Alaska Northern Railroad, et, durant la construction de la gare, au gouvernement fédéral des États-Unis. En 1923, le président Warren Gamaliel Harding visite Seward et l'Alaska, et, à la suite de l'achèvement de la construction du Mears Memorial Bridge (en), a conduit le golden spike (en) (« clou d'or ») à Nenana, reliant ainsi Seward à Fairbanks.
En 1928, le bâtiment a été transféré à sa position actuelle au 501 Railway Avenue à la suite d'une inondation du Lowell Creek Diversion Tunnel (en),.
Une bonne partie de la gare de Seward et de la voie ferrée longeant le Turnagain Arm (en) au nord a été détruite en 1964 lors du « Good Friday Earthquake » et du tsunami qui s'est ensuivi ; le Seward Depot était alors hors d'usage. Après avoir été reconstruit, il sert durant une vingtaine d'années de quartier général pour le navire MV Tustumena (en), qui appartient à la Alaska Marine Highway. En 1998, une fois les rénovations terminées, il est vendu à la Chugach Alaska Corporation (en) et sert de centre culturel durant trois ans.
Le bâtiment est actuellement loué à l'Alaska SeaLife Center (en), qui projette d'y établir une librairie. Il est listé dans le Registre national des lieux historiques depuis le 16 juillet 1987.

## Description
Le bâtiment est composé d'un seul étage et dispose d'une toiture en croupe. Le hall d'entrée sert d'espace d'attente pour les passagers. Il y a également un petit bâtiment juxtaposé réservé aux toilettes.